# Новый Мир (Ростовская область)
Новый Мир — упразднённый хутор в Целинском районе Ростовской области. На момент упразднения входил в состав Лопанского сельского поселения. В 2003 году включен в состав станицы Сладкая Балка и исключен из учётных данных.

## География
Хутор располагался на юге Целинского района, в Предкавказье, в пределах Азово-Кубанской низменной равнины, на левом берегу реки Средний Егорлык. В настоящее время представляет собой улицу Степная в южной части станицы.
Климат
Климат умеренный континентальный (согласно классификации климатов Кёппена-Гейгера — Dfa). Среднегодовая температура воздуха положительная и составляет + 10,4 °C, средняя температура самого холодного месяца января — 3,6 °C, самого жаркого месяца июля + 23,8 °C. Расчётная многолетняя норма осадков — 536 мм. Наименьшее количество осадков выпадает в марте (норма — 34 мм), наибольшее в июне (55 мм) и декабре (59 мм).

## История
По всей видимости возник в 1950-е годы как обособившаяся (заречная) часть колхоза имени Ворошилова (ныне станица Сладкая Балка).
Позже на месте хутора обозначена ферма №1 зерносовхоза «Целинский».
Принят к учёту как населенный пункт в 1987 году.
В 2003 году постановлением заксобрания Ростовской области в состав хутора Сладкая Балка Лопанского сельсовета Целинского района включены хутора Егорлык, Новый Мир, Новая Деревня в связи с их фактическим слиянием.

## Население
| 1989 | 2002 |
| ---- | ---- |
| 70   | ↗82  |